# Alexander Crichton
Alexander Crichton, né le 2 décembre 1763 à Édimbourg en Écosse, et mort le 4 juin 1856, est un médecin et auteur écossais, renommé notamment pour avoir été le premier à décrire cliniquement le trouble déficit de l'attention avec ou sans hyperactivité (TDAH) en 1798.

## Biographie
Né le 2 décembre 1763, Alexander Crichton fait son éducation dans sa ville natale et est placé en apprentissage dès son plus jeune âge avec Alexander Wood, un éminent chirurgien d'Edimbourg, jusqu'en 1784. Il continue ses études à l'Université d'Édimbourg avant de travailler à l'infirmerie de la ville où il eut comme professeurs William Cullen, Joseph Black et Alexander Monro secundus. Il déménage ensuite à Londres et travaille durant une année avec Wiliam Fordyce, chirurgien diplômé de l'Université d'Edimbourg avec son fameux traité sur la rhubarbe médicinale,.
En juillet 1785, Crichton voyage à Leyden où il obtient son diplôme de médecine le 29 juillet, en ayant pour thèse : De Vermibus intestinorum, dédicacé à Wiliam Fordyce et Alexander Wood. A Leyden, il rencontre un autre étudiant écossais venu cherché lui aussi son diplôme de médecine, Robert Jackson, qui deviendra plus tard Inspecteur Général des Hôpitaux de l'Armée britannique.
Inspiré par les nombreux voyages en Europe de Jackson, Crichton se met à son tour à la parcourir pour améliorer sa pratique médicale. Il s'arrête en premier lieu à Paris, réputée pour la bonne formation des jeunes docteurs particulièrement au célèbre Hôtel-Dieu. En 1786, il quitte la France et se rend à Stuttgart avec Robert Pringle, perfectionne son allemand pendant 3 mois, avant de déménager à Vienne puis Halle, où il résidera dans la maison du professeur Meckel, Berlin et Göttingen,.
Il retourne à Londres, et en mai 1789 il devient membre de la Société des chirurgiens, mais, n'aimant pas la partie opératoire de la profession, il perd ce statut et devient en juin 1791 licencié du Collège des médecins. En 1794, il obtient un poste de médecin à l'hôpital de Westminster. En 1798, après avoir gagné en réputation dans son pays et à l'international grâce à son travail sur les maladies mentales, il est nommé médecin du Duc de Cambridge.
En 1800, il épouse Frances Dodwell, petite-fille de Henry et Dulcibella Dodwell et cohéritière de l'État de Morant en Jamaïque.
En 1804, il est promu médecin de l'Empereur Alexandre I de Russie. Il est gracieusement reçu à Saint-Petersbourg et gagne rapidement la confiance et l'estime de l'empereur et de sa famille. Après quelques années, il est nommé chef du Service de Médecine Civile et est consulté pour la construction et la régulation de nombreuses institutions.
Il retournera dans son pays au printemps 1819 avant d'être rappelé en Russie pour prendre en charge la grande duchesse Alexandra.

## Hommage
Un minéral nouveau, découvert par le comte J. L. de Bournon en 1788, dans la collection personnelle du médecin, porte son nom et a ensuite donné le groupe de la crichtonite.